# Concursul Muzical Eurovision 2000
Concursul Muzical Eurovision 2000 a fost a patruzeci și cincea ediție a concursului muzical Eurovision si a fost tinuta pe data de 13 mai 2000 la Globe Arena in Stockholm, Suedia, ca urmare a victoriei Charlottei Perrelli din anul precedent, de la Ierusalim. A fost pentru prima dată din 1996 cand concursul a avut loc pe continentul european. Este a doua oara cand concursul are loc la Stockholm si a patra oara cand acesta se tine în Suedia. Prezentatorii au fost Kattis Ahlström și Anders Lundin, iar concursul a fost câștigat de către trupa Olsen Brothers, care a reprezentat Danemarca cu piesa "Fly on the Wings of Love" (inițial: Smuk som et stjerneskud). Cântecul a fost scris de către unul din frați, Jørgen Olsen.
Globe Arena a fost, la momentul respectiv, cea mai mare arena aleasa pentru a găzdui concursul, cu o capacitate de 16.000 de spectatori. Logo-ul editiei, perechea de buze ale unei guri deschise, a fost ales de către SVT, și a fost descris de designerii sai ca "o gură senzuală, dar pur stilistic reprezentând cântecul, dialogul și vorbirea", iar mai târziu a fost una dintre opțiunile posibile pentru logo-ul generic prezentat la concursul din 2004.
Favorită în concursul din 2000 era Estonia, care a fost, de asemenea, favorita fanilor si lăudată de catre presa. Cu toate acestea, imediat ce rezultatele votului au venit, Danemarca a preluat imediat controlul tabelei de vot, lasand Rusia pe locul al doilea și Letonia pe locul 3. Estonia a reusit totusi sa se claseze pe locul 4.
Slovacia, Grecia și Ungaria au decis să nu concureze anul acesta din motive financiare. Țările cu cele mai slabe cinci scoruri medii din cele cinci editii anterioare, care au participat si în 1999, Bosnia și Herțegovina, Lituania, Polonia, Portugalia și Slovenia au fost excluse, astfel incat alte cinci țări au putut reveni in competitie. Acestea au fost: Finlanda, Macedonia, România, Rusia si Elveția. Letonia s-a alaturat, de asemenea, fiind singura tara ce a debutat in acest an.
Pentru prima dată, o compilatie oficiala pe CD a fost lansata; aceasta conținea toate melodiile națiunilor participante și a fost disponibila în întreaga Europă. S-a încercat realizarea unui astfel de disc si în anul anterior, însă îi lipseau patru dintre piesele concurente.

## Format
SVT a anunțat pe 7 iulie 1999 că editia a 45-a competitiei va fi găzduită de Glove Arena din Stockholm. Alti posibili candidați au fost Scandinavium din Göteborg și Malmömässan din orasul Malmö. Se crede ca Globe a fost aleasa pentru ca Stockholm nu mai găzduise concursul din 1975 și pentru că ar fi fost oarecum mai ieftina decât alte opțiuni.

### Design
Programul de design grafic pentru concursul din acest an a fost dezvoltat de către Stockholm Design Lab și a fost centrat în jurul simbolului unei guri stilizate. Acesta a primit premiul Excelent Swedish Design mai târziu în acel an."Dulceata" simbolului gurii a fost în contrast cu un font ascuțit, făcut special pentru concurs.
Intermediul din timpul finalei ESC a fost "Once Upon a Time Europe Was Covered With Ice", un film / cantec regizat, compus si editat de Johan Söderberg si produs de John Nordling. Pe scena au fost violonista Caroline Lundgren, bateristul Strängnäs Trumkorps plus muzicieni de stradă din Stockholm și dansatori de la Bounce Street Dance Company.

## Rezultatele
|    | Țară                | Limba                | Artist                | Cântec                             | Traducere                       | Loc | Puncte |
| -- | ------------------- | -------------------- | --------------------- | ---------------------------------- | ------------------------------- | --- | ------ |
| 01 | Israel              | Ebraică, Engleză     | PingPong              | "Be Happy"                         | Fii vesel                       | 22  | 7      |
| 02 | Țările de Jos       | Engleză              | Linda Wagenmakers     | "No Goodbyes"                      | Niciun rămas bun                | 13  | 40     |
| 03 | Regatul Unit        | Engleză              | Nicki French          | "Don't Play That Song Again"       | Nu Porni Acel Cântec Iar        | 16  | 28     |
| 04 | Estonia             | Engleză              | Ines                  | "Once in a Lifetime"               | O dată în viață                 | 4   | 98     |
| 05 | Franța              | Franceză             | Sofia Mestari         | "On aura le ciel"                  | Cerul va fi al nostru           | 23  | 5      |
| 06 | România             | Engleză              | Taxi                  | "The Moon"                         | Luna                            | 17  | 25     |
| 07 | Malta               | Engleză, Malteză     | Claudette Pace        | "Desire"                           | Dorință                         | 8   | 73     |
| 08 | Norvegia            | Engleză              | Charmed               | "My Heart Goes Boom"               | Inima mea face boom             | 11  | 57     |
| 09 | Rusia               | Engleză              | Alsou                 | "Solo"                             | –                               | 2   | 155    |
| 10 | Belgia              | Franceză             | Nathalie Sorce        | "Envie de vivre"                   | Voința de a trăi                | 24  | 2      |
| 11 | Cipru               | Greacă, Italiană     | Voice                 | "Nomiza" (Νόμιζα)                  | Am crezut                       | 21  | 8      |
| 12 | Islanda             | Engleză              | August & Telma        | "Tell Me!"                         | Spune-mi!                       | 12  | 45     |
| 13 | Spania              | Spaniolă             | Serafín Zubiri        | "Colgado de un sueño"              | Agățat de un vis                | 18  | 18     |
| 14 | Danemarca           | Engleză              | Olsen Brothers        | "Fly on the Wings of Love"         | Zboară pe Aripile Dragostei     | 1   | 195    |
| 15 | Germania            | Germană              | Stefan Raab           | "Wadde hadde dudde da?"            | Ce ai acolo?                    | 5   | 96     |
| 16 | Elveția             | Italiană             | Jane Bogaert          | "La vita cos'è?"                   | Ce este viața?                  | 20  | 14     |
| 17 | Croația             | Croată               | Goran Karan           | "Kad zaspu anđeli"                 | Când îngerii adorm              | 9   | 70     |
| 18 | Suedia              | Engleză              | Roger Pontare         | "When Spirits Are Calling My Name" | Când spiritele-mi strigă numele | 7   | 88     |
| 19 | Republica Macedonia | Macedoneană, Engleză | XXL                   | "100% te ljubam" (100% те љубам)   | Te iubesc 100%                  | 15  | 29     |
| 20 | Finlanda            | Engleză              | Nina Åström           | "A Little Bit"                     | Un pic                          | 18  | 18     |
| 21 | Letonia             | Engleză              | Brainstorm            | "My Star"                          | Steaua mea                      | 3   | 136    |
| 22 | Turcia              | Turcă, Engleză       | Pınar Ayhan & The SOS | "Yorgunum Anla"                    | Înțelege că sunt obosit         | 10  | 59     |
| 23 | Irlanda             | Engleză              | Eamonn Toal           | "Millennium of Love"               | Mileniu de dragoste             | 6   | 92     |
| 24 | Austria             | Engleză              | The Rounder Girls     | "All To You"                       | Totul pentru tine               | 14  | 34     |